# Jesús González de Zárate
Jesús González de Zárate Salas (ur. 27 grudnia 1960 w Cumanie) – wenezuelski duchowny katolicki, w latach 2018–2024 arcybiskup Cumany, arcybiskup metropolita Valencii od 2024.

## Życiorys
11 stycznia 1986 otrzymał święcenia kapłańskie i został inkardynowany do archidiecezji Caracas. Był m.in. dyrektorem archidiecezjalnego kolegium, ekonomem seminarium, wikariuszem biskupim ds. duszpasterskich oraz wikariuszem generalnym archidiecezji.
15 października 2007 papież Benedykt XVI mianował go biskupem pomocniczym archidiecezji Caracas, ze stolicą tytularną Suava. Sakry biskupiej udzielił mu 12 stycznia 2008 kardynał Jorge Liberato Urosa Savino. W latach 2009–2015 był sekretarzem generalnym wenezuelskiej Konferencji Episkopatu.
24 maja 2018 papież Franciszek mianował go arcybiskupem metropolitą Cumany. Ingres odbył 5 sierpnia 2018. Od stycznia 2022 jest przewodniczącym Konferencji Episkopatu Wenezueli.
28 czerwca 2024 został przeniesiony na urząd arcybiskupa metropolity Valencii. Ingres odbył 21 września 2024. Paliusz otrzymał z rąk papieża Leona XIV w dniu 29 czerwca 2025.